# Cicle de Teatre Llatí
El Cicle de Teatre Llatí fou un festival de teatre creat l'any 1958 per l'Ajuntament de Barcelona i dirigit per Xavier Regàs. S'organitzava al voltant de les festes de la Mercè. Se'n van fer dotze edicions fins a l'any 1969. S'hi van poder veure tant muntatges portats de l'estranger com produccions pròpies. De fet, hi havia una companyia oficial del festival.

## Edicions
- 1958. I edició. Tirant lo Blanc a Grècia de Joan Sales.
- 1959. II edició. Tres angelets a la cuina d'Albert Husson. Traducció de Xavier Regàs, amb Joan Capri i Mercè Bruquetas.
- 1960. III edició.
- 1961. IV edició. Or i sal de Joan Brossa.
- 1962. V edició. Primera història d'Esther de Salvador Espriu, Les golfes de Feliu Aleu, El condemnat de Picwicktown d'André-Paul Antoine, versió de Xavier Regàs.
- 1963. VI edició. La fira d'arrambi qui pugui de Jean Anouilh, versió de Salvador Marsal i Jordi Ciurana, Situació bis de Manuel de Pedrolo.
- 1964. VII edició. Una vella, coneguda olor de Josep Maria Benet i Jornet.
- 1965. VIII edició. Ronda de mort a Sinera de Salvador Espriu i Ricard Salvat.
- 1966. IX edició. Història d'una guerra de Baltasar Porcel.
- 1967. X edició. Adrià Gual i la seva època de Ricard Salvat, Collar de cranis i el rellotger de Joan Brossa, Semper nunc de Josep Junyent Massana.
- 1968. XI edició. El celler de Joan Valls, La diada boja o les noces de Fígaro de Pierre-Augustin Caron de Beaumarchais, versió de Francesc Nel·lo, Concert irregular de Joan Brossa, Nit de reis o el que vulgueu de William Shakespeare, traducció de Josep Maria de Sagarra.
- 1969. XII edició. Una Roma per un Cèsar de Jaume Vidal Alcover

## Trofeus Barcelona
- 1958. A la companyia "Le Grenier" de Tolosa èr la seva presentació de "Chacun sa verité" de Luigi Pirandello.
- 1959. A la companyia "Comédie de Provence" d'Ais de Provença per la seva presentació de "La femme du boulanger" de Jean Giono.
- 1960. A les companyies "Maragall" i "Capri" de Barcelona, per la seva presentació, en col·laboració, de "La dida" de Frederic Soler (Pitarra).
- 1961. A la companyia "Serge Ligier" de París, per la seva presentació d'"Esther" de Jean Racine i "Hamlet" de Jules Lagorgue.
- 1962. A la companyia de "Jean Deschamps" de París, per la seva presentació d'"Arlequin valet de deux maîtres" de Carlo Goldoni.
- 1963. A la Companyia Nacional "María Guerrero" de Madrid, per la seva presentació de "La loca de Chaillot" (La boja de Chaillot) de Jean Giraudoux.